# Aguazul
Aguazul é um município da Colômbia, localizado no departamento de Casanare.